# Lojnica
Lójnica je sestavljena mešičkasta kožna žleza, ki v koži holokrino secernira loj in ga praviloma izloča v lasni mešiček. Značilne so za sesalce. Razširjene so povsod po koži, razen na dlaneh in stopalih, največ pa jih je na področju lasišča in obraza.

## Mesta nahajanja
Lojnice se pojavljajo po vsem telesu, razen na dlaneh in podplatih. Obstajata dve obliki žlez lojnic:
- lojnice, ki so pritrjene na lasni mešiček in z njim tvorijo t. i. dlačno-lojnično (pilosebacealno) enoto;
- lojnice, ki obstajajo samostojno.

Lojnice, ki so pritrjene na lasne mešičke, se nahajajo na predelih kože, ki jih poraščajo dlake. Ena ali več lojnic obdaja vsak lasni mešiček, lojnice pa obdajajo mišice naježevalke dlak. Lojnice so acinarne (mešičkaste) oblike. Dlaka, lasni mešiček, mišice naježevalke dlak in lojnice tvorijo posamezno dlačno-lojnično enoto.
Na gladkih predelih kože (na vekah, nosu, spolnem udu, malih sramnih ustnicah, sluznici na notranji strani lic, na prsnih bradavicah pri ženskah) so tudi prisotne lojnice, vendar niso pritrjene na lasne mešičke.

## Aktivnost
Po rojstvu se lojnice aktivirajo zaradi materinih hormonov, med otroštvom pa atrofirajo, nato pa se med adolescenco ponovno aktivirajo. Lojnice se pričnejo povečevati v starosti 7–8 let, kar povzroči večje izločanje loja. Moški spolni hormoni (androgeni) so najbolj znani stimulatorji delovanja lojnic in povzročajo razvoj ogrcov.  Po drugi strani estrogeni zavirajo izločanje loja, progesteron pa ima lahko tudi androgene učinke. Hormonsko aktiviranje žlez lojnic lahko vodi v zaprtje pore in nastanek mozolja. Ker imajo fantje v puberteti višje ravni moških spolnih hormonov, se pri njih akne pojavljajo pogosteje in v hujši obliki.

## Bolezni
- Akne – polimorfna vnetna bolezen, ki prizadene dlačno-lojnično enoto, zato se bolezen pojavi tam, kjer je teh enot veliko: na obrazu, prsih, hrbtu in ramenih.[6]